# Cropio
Cropio — это система дистанционного контроля сельскохозяйственных угодий, позволяющая осуществлять оперативный мониторинг состояния посевных площадей, автодокументирование, прогнозирование и планирование сельскохозяйственных операций. По роду деятельности компания относится к операторам услуг спутникового мониторинга посевов. Система позволяет контролировать уровень вегетации посевов, содержание питательных веществ и влажность почвы, получать актуальную информацию о погоде и динамике цен, получать уведомления о существенных изменениях на полях. Система Cropio подходит для мониторинга всех без исключения зерновых и масличных культур. При использовании системы для таких культур, как сахарная свёкла, необходимо учитывать тот факт, что принцип действия основан на анализе насыщенности растения хлорофиллом, что не всегда передаёт объективную информацию о состоянии плода, находящегося в почве.

## История
Система была создана компанией New Science Technologies, которая специализируется на обработке информации дистанционного зондирования Земли с целью научных, геологических, метеорологических и прочих исследований. Система была создана в 2013 году. Представительские офисы и центры технической поддержки находятся в Северной Америке, Европе и СНГ.
В августе 2017 года компания запустила новое iOS приложение Cropio Field, которое помогает отслеживать прогноз урожайности культур на полях компании и следить за ходом уборочной кампании онлайн. 

## Принцип работы
В основе работы системы заложена возможность отслеживать ситуацию на полях с сельскохозяйственными культурами, включая уровень вегетации, содержание ряда минеральных веществ, точные метеоусловия и прочие. Работа системы направлена на идентификацию индивидуальных особенностей каждого отдельного поля с целью повышения эффективности в урожайности и экономии расходов в процессе обработки поля.
Благодаря спектральным свойствам хлорофилла, пигмента, который обуславливает окраску растений в зеленый цвет, можно определить уровень вегетации растений. Спутники делают снимки в разных спектральных диапазонах, что позволяет зафиксировать уровень хлорофилла и при помощи специальной обработки рассчитать уровень вегетации в каждой точке снимка. Система Cropio автоматически проводит анализ и представляет готовый результат обработки в виде электронных карт вегетации и графиков. Уровень вегетации рассчитывается для каждого пикселя на полученных спутниковых фотоснимках. Фотоснимки полей обрабатываются и анализируются системой Cropio согласно прописанному алгоритму. Результаты анализа каждого поля представляются в виде электронной карты вегетации.
Cropio использует снимки, полученные более чем с 10 различных спутников. Это спутники таких систем как MODIS, Landsat, Sentinel-2, Iconos и GeoEye. Снимки делаются на ежедневной и еженедельной основе, некоторые снимки являются историческими и обновляются не чаще чем один раз в году. Система использует снимки вегетации с разрешением 10, 15, 30 и 250 метров на пиксель, такие снимки обновляются системой на ежедневной и еженедельной основе. Также используются более точные снимки, разрешение которых 50 сантиметров.

## Функции
Функциональность системы спутникового мониторинга полей Cropio состоит из нескольких блоков:
- Field Monitoring (мониторинг состояния полей в режиме реального времени);
- Precise Weather (уточненный прогноз погоды с привязкой к расположению каждого поля);
- Field Analytics (анализ состояния поля);
- Field Zoning (определение структуры поля с выделением проблемных зон);
- Field Tasking (создание заданий по выполнению работ на поле);
- N-deficit (расчет рекомендованной дозы азотных удобрений);
- Active Control (система оповещений о значительных изменениях в состоянии посевов);
- News & Prices (информация о событиях на рынках сельскохозяйственной продукции, а также акутальные данные по динамике цен);
- Reports (еженедельные и ежемесячные отчёты по состоянию посевов, суммируя информацию по каждому полю, культуре и хозяйству в целом)[4].